# Cartucho de percusión central

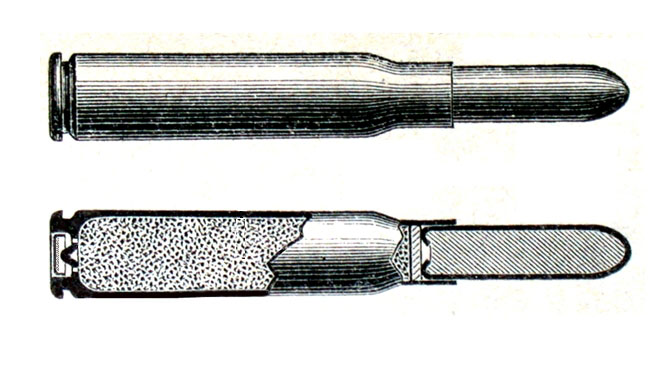
Cartucho de percusión central M 1888, 8x57I del tipo BERDAN

Un cartucho de percusión central es un tipo de cartucho con un detonador situado en el centro de la cabeza de cartucho.
Los cartuchos de percusión central son utilizados actualmente en la mayoría de las armas portátiles de calibre medio o grande, tanto militares como de caza o de tiro deportivo. Hay que tener en cuenta, que las armas de pequeño calibre utilizadas por tiro deportivo son todavía de percusión anular. Al contrario de estas últimas, en el cartucho de percusión central el material del fulminado se encuentra dentro de un pistón (cápsula de ignición ), colocado en el centro del culote de la vaina.

## Historia

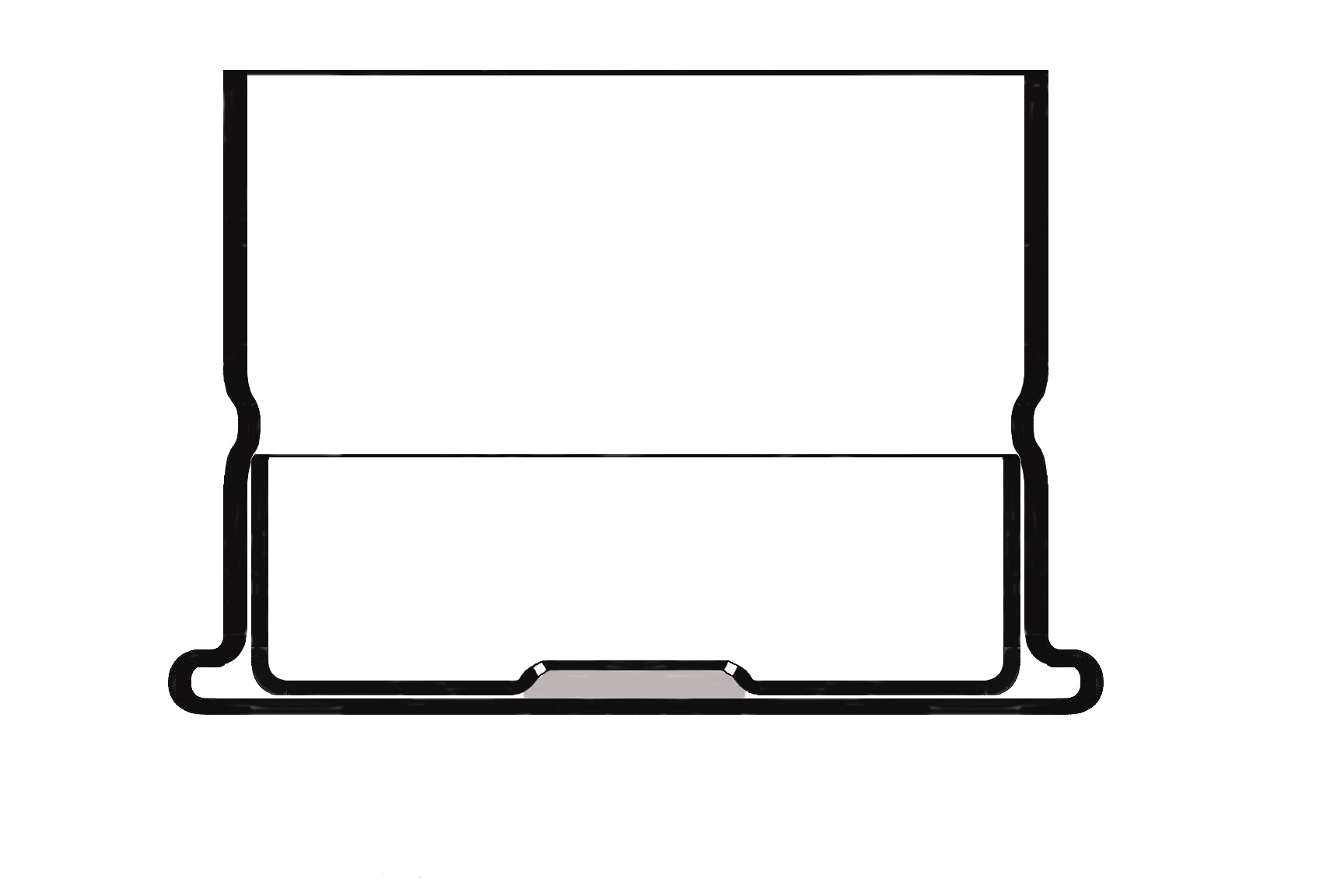
Étui con pistón Benet.

Jean Samuel Pauly inventó una forma temprana de munición de percusión central, sin percusión, entre 1808 y 1812. Este también fue el primer cartucho completamente integrado y utilizó una forma de obturación que utilizaba el propio cartucho. Otra forma de munición de fuego central fue inventada por el francés Clement Pottet en 1829; sin embargo, Pottet no perfeccionaría su diseño hasta 1855. El cartucho de fuego central fue mejorado por Beatus Beringer, Benjamin Houllier, Gastinne Renette, Smith & Wesson, Charles Lancaster, Jules-Félix Gévelot, George Morse, Francois Schneider, Hiram BERDAN y Edward Mounier Boxer..
Hacia el final de la guerra de Secesión de los Estados Unidos, el 1864/1865, el Coronel Benito, director del Frankford Arsenal en Filadelfia, desarrolló uno de los primeros cartuchos de percusión central. Incorporaba una cápsula de cobre que se parece a la cabeza de un cartucho de percusión anular, pero a diferencia de éste, el material del fulminado no estaba dentro del borde, sino dentro de un pistón en el centro de la parte posterior de la vaina, retenido mediante un círculo colocado en el interior de la misma. Este pistón estaba protegido contra golpes o cualquier presión accidental. .

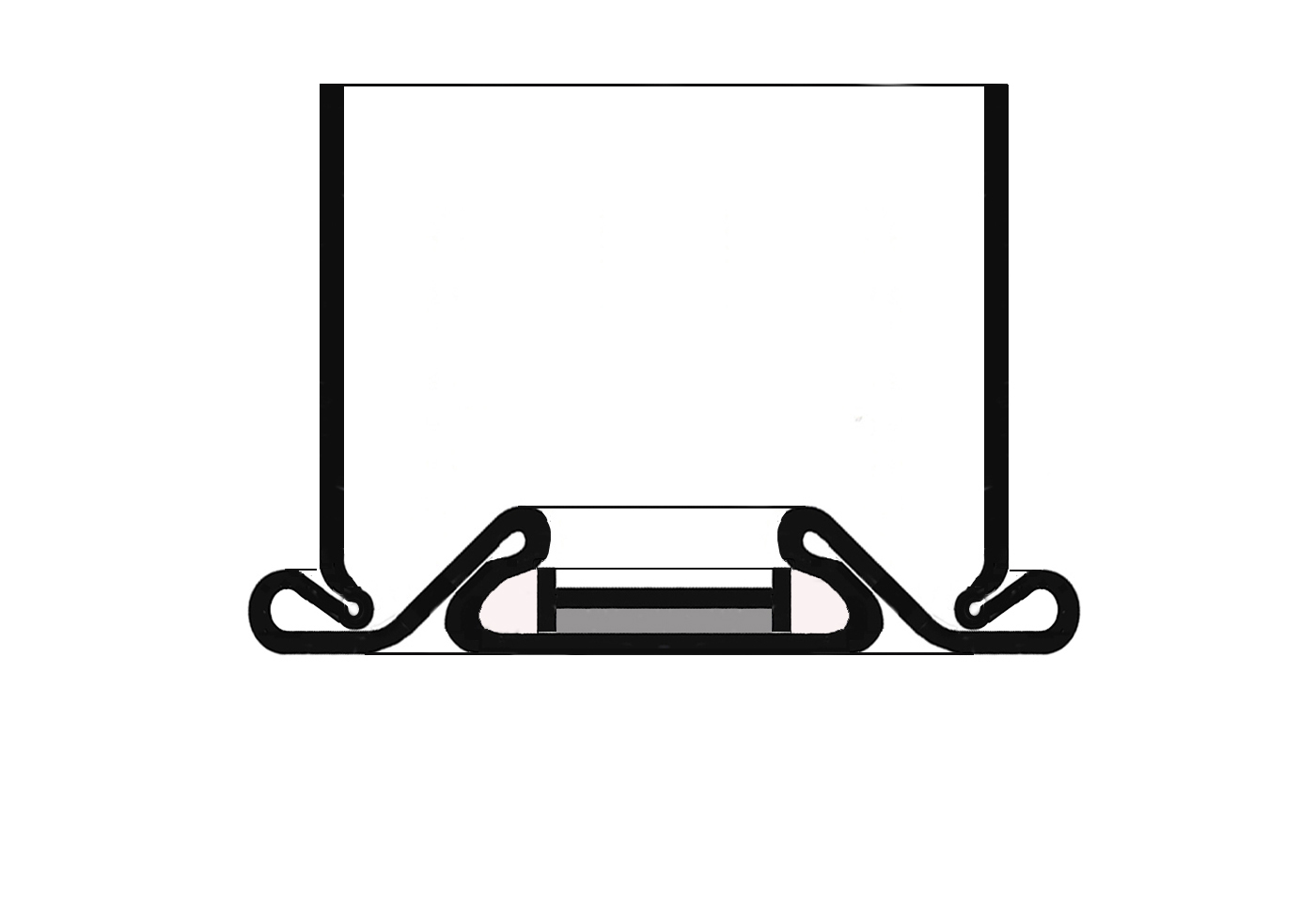
Étui con pistón Martin

Otro cartucho desarrollado en la misma época en Estados Unidos es el cartucho Martin, patentado en 1869 y 1871 (Patentes de Estados Unidos 88.191, 03/23/1869 / 111 856, 14.02.1871). También incluye una funda de cobre, pero a diferencia del cartucho Benet, el cebador no es retenido por un manguito dentro de la caja, pero el centro de la caja y se presiona una arandela que bloquea el material del fulminado. 
Como el cartucho Benet, fue utilizado por las Fuerzas Armadas de Estados Unidos en las primeras armas de fuego central, como la escopeta Allin Conversión Modelo 1866 y modelo 1870 rifle Springfield (tanto Gobierno calibre 50-70), revólveres Smith Wesson N.º 3 primer Modelo (calibre .44 americano) y más tarde el Colt Single Action Army 12:45 y Springfield Modelo 1873 calibre 45-70 Govt. 

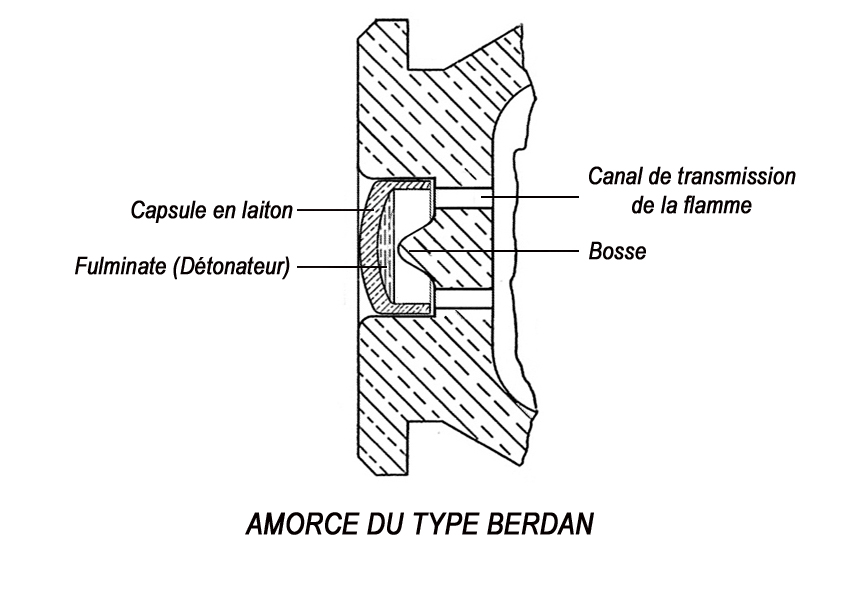
pistón BERDAN

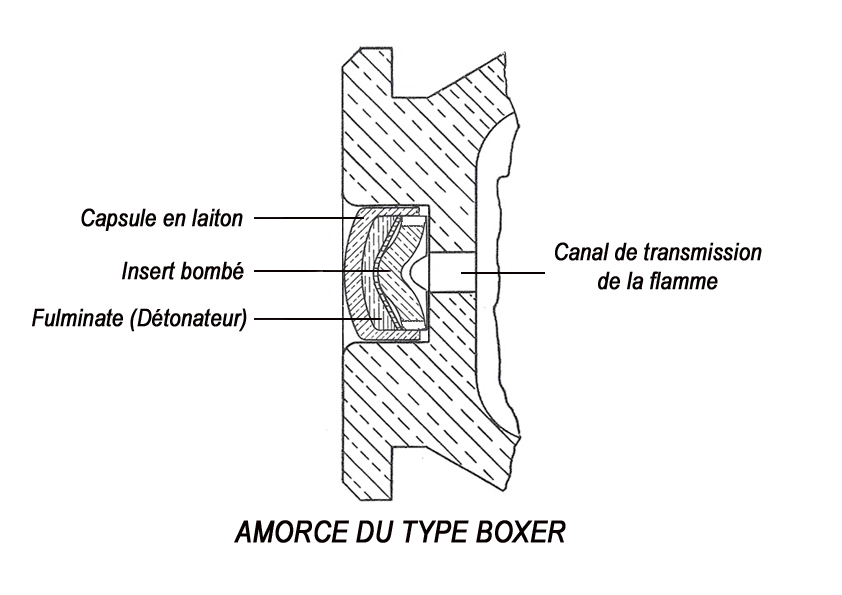
pistón Boxer

Estos cartuchos eran problemáticos porque sus cascos no resistían el calor y causaban un bloqueo en la cámara y, por otra parte, no eran recargables. Fueron reemplazados por cartuchos con un casco de latón y detonadores externos del tipo Boxer y BERDAN.
El primer cartucho moderno de fuego central con una imprimación en el exterior que fue ideado por el inventor estadounidense Hiram BERDAN de Nueva York. En la primera variante, patentada el 20 de marzo de 1866 (patente de EE. UU. 53.388), BERDAN todavía usaba un manguito de cobre. El problema era que este manguito se deforma cuando se presiona el cebador en su alojamiento. Aparte de esto, los cartuchos de tipo BERDAN funcionaban bien, y su ventaja es que se podían recargar. Para corregir el fracaso de esta primera variante, BERDAN sustituyó el cobre por un latón más duro, y con otras modificaciones menores, patentadas en septiembre de 1869 (patente de Estados Unidos 82.587) creó un cartucho que todavía se utiliza hoy..
Fue Edward M. Boxer, del Arsenal Real de Woolwich, Inglaterra, que desarrolló un nuevo cartucho de percusión central moderno, patentado en el Reino Unido el 13 de octubre de 1866 y en Estados Unidos 29 de junio de 1869 ( patente de EE.UU. 91.818) como cartucho BERDAN, y que todavía se utiliza hoy en día.
En 1884, Paul Vielle, ingeniero del Laboratorio Central de los Polvos y Salpêtres a París, inventaba la pólvora sin humo . Esta pólvora a base de nitrocelulosa (algodón-pólvora gelatinizado), es tres veces más potente que la pólvora negra. Por esta razón, era pues necesario cambiar el cobre empleado en la fabricación de los pistones por un material más resistente como el latón, el Tombac, el aluminio o durante las guerras, por falta de metales no ferrosos, el acero .

## Técnica
Para sellar el cebador y el fulminante contra el aceite y el agua, el cartucho está a menudo cubierto con laca, lo que da la posibilidad de diferenciar el tipo de cartucho con diferentes colores. Los cebadores Boxer corresponden en principio a los cebadores BERDAN, pero hay una diferencia: el bulto en el casquillo tipo BERDAN se sustituye por una inserción curvada que, en contacto con el cabezal presionado hacia delante por el percutor desencadena la explosión del fulminado.
A diferencia de los cartuchos más antiguos, los cartuchos BERDAN y Boxer son recargables. El Ejército de EE. UU. ya equipó sus tropas con herramientas para recargar municiones en la década de 1870. Hoy día, los tiradores deportivos y cazadores aprovechan este beneficio por razones de precio y se adaptan a la carga en función de su necesidad. El Boxer es ventajoso para su recarga, ya que el canal central de disparar permite empujar el cartucho fácilmente desde su carcasa con una barra. . Para recargar el cartucho BERDAN, el cebador debe equiparse con un instrumento con un gancho.
En el siglo XIX y principios del XX había al alcance únicamente fulminados corrosivos como el fulminato de mercurio, y fue Remington Arms, un fabricante de armas y municiones, lo que comienza a fabricar en 1927, bajo la designación « Kleanbore », Pistones cargados con un fulminante no corrosivo y no tóxico.